# أوسكوك

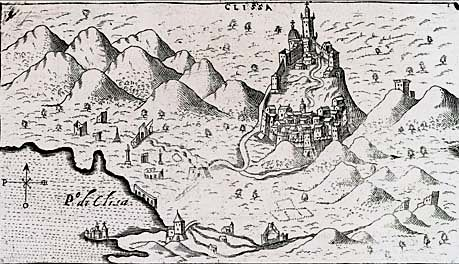
خلال هذا الدفاع عن قلعة كليس ضد الغزو العثماني ، تشكلت نخبة من الفصائل العسكرية الكرواتية لأوسكوتشي.

الاوسكوك ((بالكرواتية: Uskoci) ، تلفظ [ǔsko̞t͡si] ، مفرد: Uskok ؛ كانوا جنودًا غير نظاميين في هابسبورغ كرواتيا  الذين سكنوا مناطق على الساحل الشرقي للبحر الأدرياتيكي والأراضي المحيطة بها أثناء الحروب العثمانية في أوروبا. خاضت عصابات أوسكوك حرب عصابات ضد العثمانيين، وشكلوا وحدات صغيرة وقاموا بتجديف القوارب السريعة. منذ أن تم تقيد حركتهم اوسكوك على الأرض ونادرا ما يتم دفع إعاناتهم السنوية، لجأوا إلى أعمال القرصنة.
ساهمت مآثر اوسكوكفي تجدد الحرب بين البندقية والإمبراطورية العثمانية (1571-1573). يقدم عملاء البندقية صورة غريبة للغاية عن الأخلاق المعاصرة، والتي تشبه تقاريرهم عن هذه الحرب مبارزة بين الفرسان مشابها للعصور الوسطى. تحتوي هذه السجلات على معلومات تتعلق بمعارك فردية وبطولات ومغامرات شرسة أخرى.
خدم العديد من هذه القوات في الخارج. بعد سلسلة من الحوادث التي تصاعدت إلى حرب أوسكوك (1615-1618)، توقف نشاط أوسكوك في معقلهم في سنج في الغالب.

## الغزو العثماني والبندقية

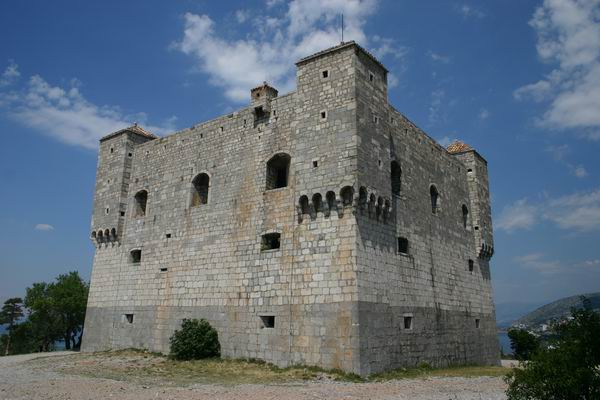
قلعة نيهاج في سنج ، بناها إيفان لينكوفيتش عام 1558.

بدءا من القراصنة الداخليين، سرعان ما تحول أوسكوسي إلى البحار بمجرد إدراك الإمكانات الكاملة لجغرافيا لسيني. كانت الأرض محمية بالغابات الكثيفة والجبال بينما منعت المنحدرات المتعرجة بالقرب من البحار السفن الحربية من الدخول. البحار في خليج كوارنيرو كانت خشنة للغاية، مما شكل مخاطر ملاحية كحماية إضافية من أعدائهم. بدأ أوسكوكس هجماتهم على السفن التركية بقوارب كبيرة بما يكفي لاستيعاب ثلاثين إلى خمسين رجلا.
بعد عام 1540، ضمنت البندقية، بصفتها سيدة البحار، سلامة السفن التجارية العثمانية، ووفرت لها حراسة من القوادس. ردت أوسكوك بتخريب جزر كرك وراب وباغ في البندقية. علاوة على ذلك، فقد استخدموا أراضي البندقية في دالماتيا كنقطة انطلاق لشن هجمات ضد العثمانيين.

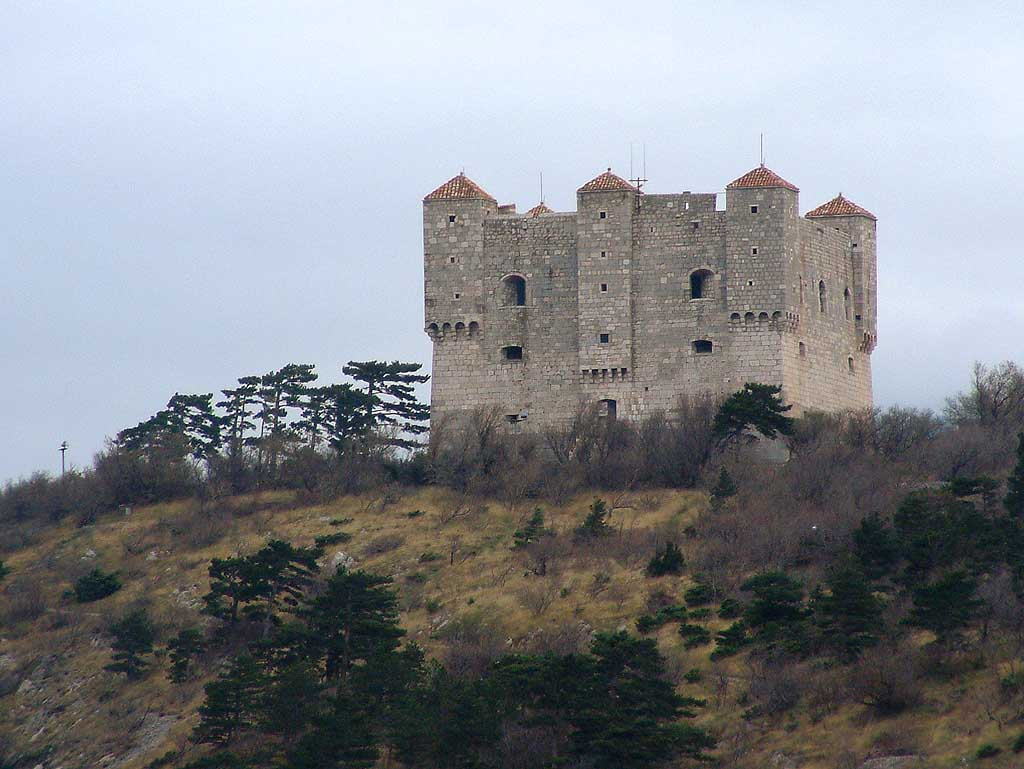
منظر آخر لنهي في سيني

بعد عام 1561، هاجمت اوسكوك الشحنات المسيحية في دوبروفنيك بأعداد لا تتجاوز 2000 رجل. بحلول عام 1573، تسبب الأوسكوك في قلق كبير في البندقية بهجمات متكررة بمجرد أن أثبتت محاولات البندقية للحماية أنها غير فعالة. أدت السنوات التالية إلى انتشار سمعة اوسكوك، وأصبحت ملاذًا للاجئين والخارجين عن القانون من جميع الأنواع من جميع الدول.
في هذه الأثناء، كان القراصنة في اليونان وشمال إفريقيا أحرارًا في مداهمة الشواطئ الجنوبية غير المحمية لإيطاليا. كانت البندقية محاصرة بشكاوى من الباب العالي والفاتيكان ونائب الملك في نابولي مع ملكه ملك إسبانيا. قوبل نداء من البندقية إلى النمسا للمساعدة بقليل من النجاح، وتفوقت هجماتهم ضد العثمانيين على جرائم اوسكوك ضد الفينيسيين. صرح مينوتشيو مينوتشي، مبعوث البندقية في غراتس، أن حصة من غنائم أوسكوك من الحرير والمخمل والجواهر، ذهبت إلى سيدات محكمة أرتشدوكال في غراتس، حيث تم التفاوض على مسائل مهمة بين البندقية والنمسا.
من عام 1577 فصاعدًا، سعت البندقية لسحق القراصنة دون الإساءة إلى النمسا، حيث قامت بتجنيد الألبان بدلاً من أطقمهم الدلماسية، الذين كانوا يخشون الانتقام في المنزل. لبعض الوقت، غامر سكان أوسكوك بالخروج ليلاً فقط، خلال فصل الشتاء وحتى أثناء الطقس العاصف.
في عام 1592، بعد سقوط بيهاتش، قام جيش عثماني قوي بغزو كرواتيا على أمل الاستيلاء على سيني. بقيادة تيلي حسن باشا، بييلربي البوسنة، تمكن العثمانيون من الاستيلاء على عدد من مستوطنات أوسكوك، وقتلوا واستعبدوا السكان. ومع ذلك، تم هزيمة الجيش وتفرقه في العام التالي. كانت النمسا متورطة في حرب مع العثمانيين والأدميرال البندقية جيوفاني بيمبو حاصر ترييستي ورييكا، حيث أرسل القراصنة غنائمهم للبيع. كما أقاموا حصنين لقيادة الممرات من سنج إلى البحر المفتوح. في عام 1600، كان أمير سنج ميكائيل راديك. الدوق ميشيل راديك، عين أميرًا لسنج في 1 ديسمبر 1600 من قبل الملك رودولف في غراتس. الأمير راديتش كان أمير سنج. عائلة الراديتش هي عائلة نبيلة أصلية من منطقة ليكا؛ وكان أفراد الأسرة من قادة أسكوك العسكريين في المقر الرئيسي في سيني.

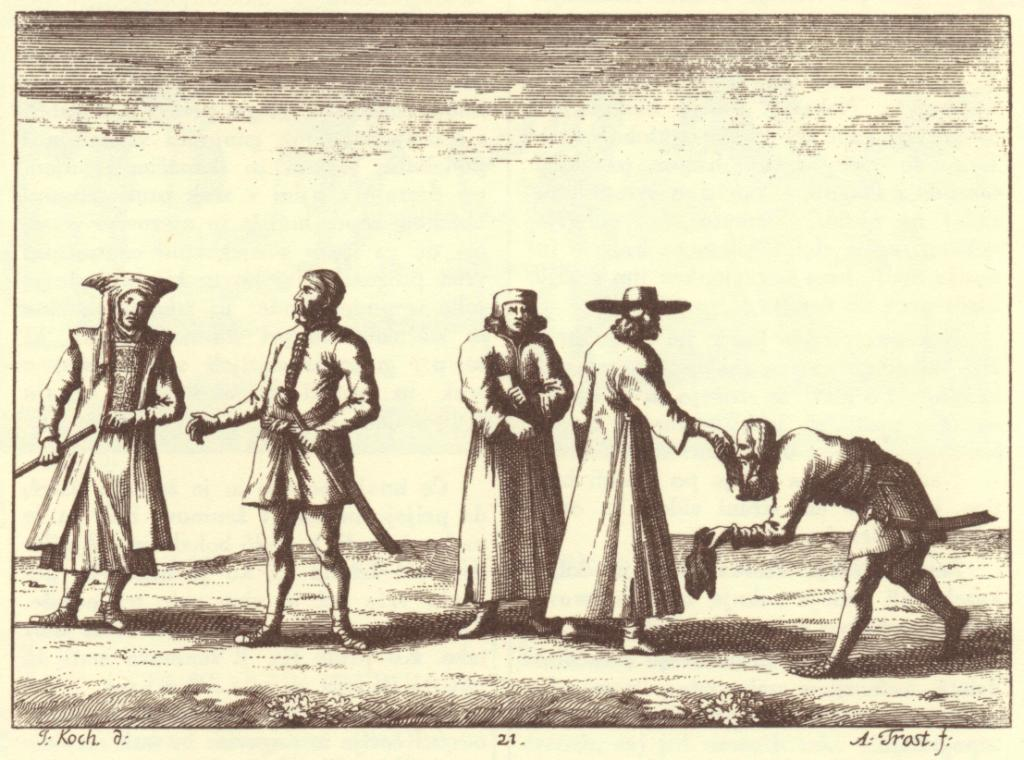
الاوسكوك في نقش من عمل Johann Weikhard von Valvasor مجد دوقية كارنيولا ، القرن السابع عشر.

أسفرت غارة من قبل اوسكوك على ايستريا عن اتفاق بين البندقية والنمسا، وتم تعيين الكونت جوزيف دي رباتا للعمل كمفوض لأولئك في سنج وكذلك كبير المفاوضين مع البندقية. جاء الرباط إلى سنج عام 1600 بتفاصيل حارس شخصي قوي، وكان نشيطًا للغاية. كان وقته في الحكم على اوسكوك وحشيًا حيث تم شنق العديد من اوسكوك أو إرسالهم للقتال في الحرب التركية،  وكشف عن رضاه تجاه الجانب الفينيسي. وسرعان ما فقد كل الدعم العسكري، مما منح عائلة أوسكوك الفرصة للإطاحة بحكمه وقُتل في نهاية المطاف في يناير 1602، مما مكن سنج من العودة إلى حالته المعتادة، مع عودة أوسكوك الهاربين إلى سنج حيث استأنفوا أعمال القرصنة.

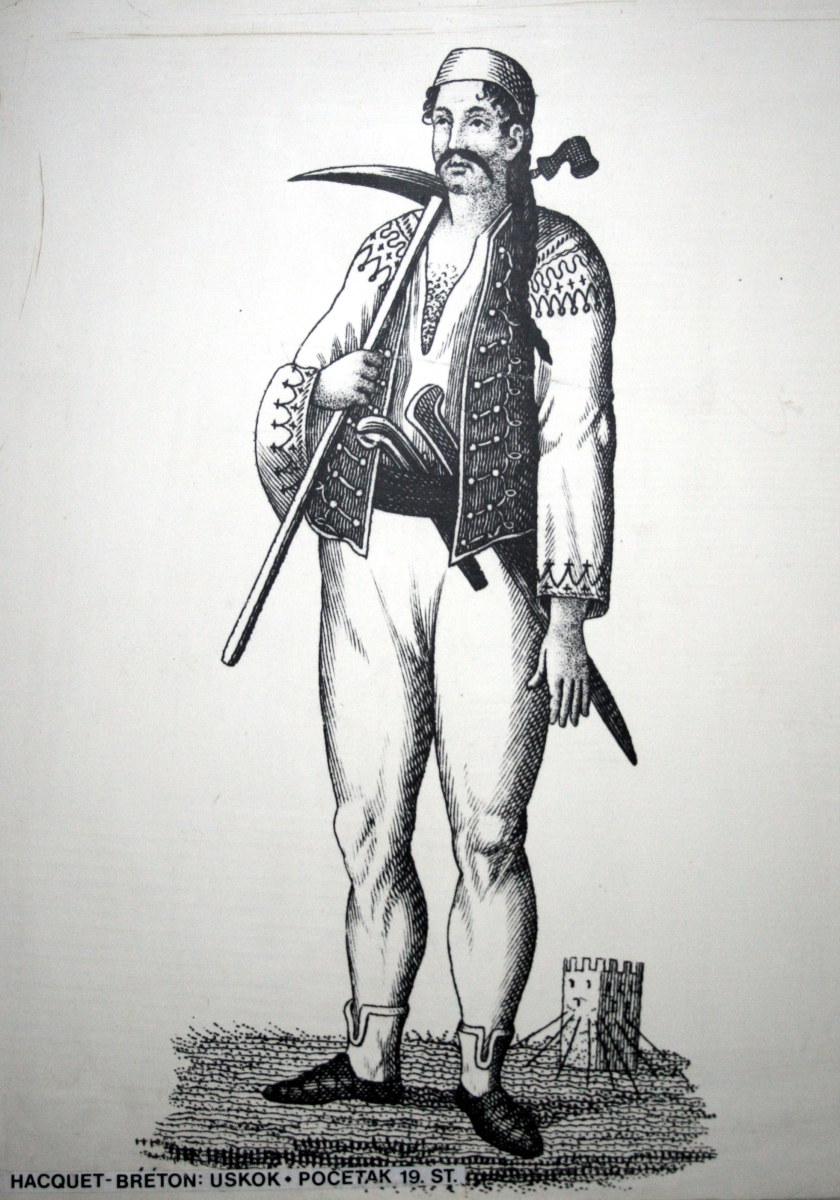
رسم من القرن التاسع عشر من متحف مدينة زغرب

حتى عام 1611، كان الأوسكوك غير مضطربين نسبيًا. تم حظر القرصنة بشكل صارم في هذه المرحلة ولكن تم التسامح معها من أجل تجنب دفع الإعانات المستحقة لتلك السنج. اعترض سرب من البندقية أسطول أوسكوك في ربيع عام 1613 استجابة للشكاوى المتعلقة بنشاط أوسكوك، وكما ورد، تم قطع رؤوس ستين أوسكوك ورؤوسهم ثم عرضوا في ساحة سان ماركو. ردًا على هذه الجريمة، استولى أسكوك على مطبخ من سكان البندقية، وذبح الطاقم، واستخدم دماء الضحايا لتذوق خبزهم.
قامت جماعة اوسكوكبمثل هذه الأعمال حتى عام 1615 عندما وصلت قرصنتهم إلى حد خلق حرب مفتوحة بين البندقية والنمسا. شنت البندقية، المحبطة من القرصنة، هجومًا بعد أن رفض الأرشيدوق فرديناند من ستيريا توبيخ الأوسكوك. تم التوقيع على معاهدة سلام في خريف عام 1617 والتي رتبت لحل اوسكوك، وكذلك تدمير سفنهم وقلاعهم. وطردت اتفاقية بين آل هابسبورغ والبنادقة عام 1618 عائلة أوسكوك من سنج،  مما أدى إلى هجرات عائلات أوسكوك إلى المناطق النائية. رشح الفينيسيون ماركو سوردانوفيتش معرفة أوميس. ولد ماركو سردان كاتشيتش ولكن تم تغيير الاسم الأخير إلى سردانوفيتش. كان هذا لأن العثمانيين قد أصدروا أمرًا بقتل كل كاتشيش من قراصنة اوميش.

## هجرات أوسكوك
وبناءً على ذلك، تم نقل القراصنة وعائلاتهم إلى الداخل، حيث أطلقوا اسمهم على «اوسكوك غيبريج»، وهي مجموعة من الجبال على حدود كارنيولا تسمى الآن أومبيرك. وقد استقروا أيضًا في كارونيلا الابيض وكوستيل الآن بسلوفينيا. تم تتبع وجودهم أيضًا بالقرب من اوتشكا في استريا، حيث لاحظ المؤرخ الإيطالي كارلو دي فرانتيسي أسماء عائلية مهمة مثل نوفليان (من نوفي فينودولسكي)، اوتوتسيان (من اوتوتشاس) وكليس (من كليس). عام 1879.